# Philippe Sautter
Philippe Sautter, vice-amiral d'escadre, est né le 30 juin 1949 à La Tronche (Isère), en France. 
Il entre dans la Marine nationale en 1968 à 19 ans. Il y restera jusqu'en septembre 2008. Au fil de sa carrière, il accède à de hautes fonctions : Contre-amiral puis vice amiral d'escadre. Il prend, en septembre 2005, le commandement de la force d'action navale (FAN),.

## Biographie

### Formation
Philippe Sautter est élève de l'École navale de 1968 à 1971.

### Carrière militaire
Au cours de son parcours, il occupe divers postes à responsabilité, notamment en tant que chef du groupement opérations sur le sous-marin nucléaire lanceur d'engins (SNLE) Le Foudroyant en 1981. Entre 1993 et 1995, il prend le commandement du porte-avions Foch .Il est promu contre-amiral en 1999 et assume ensuite certaines fonctions, telles que celle d'adjoint « logistique » au commandant de la zone maritime Méditerranée et celle de major général du port de Toulon en 2000. Sa carrière le conduit également à devenir vice-amiral en janvier 2002, date à laquelle il intègre le conseil supérieur de la Marine nationale.
En avril 2002, il est nommé sous-chef d'état-major « ressources humaines » de l'état-major de la marine et directeur du personnel militaire de la marine. Par la suite, il est élevé au rang de vice-amiral d'escadre en septembre 2002.
En 2005, il commande la force d'action navale (FAN). Il quitte la Marine lors d'une cérémonie d'adieu en septembre 2008.

## Distinctions
- Commandeur de la Légion d'Honneur[2]
- Grand-officier de l'Ordre National du Mérite
- Médaille de la Défense nationale, échelon bronze attache sous-marins
- Médaille commémorative française
- Médaille de l'OTAN

## Publications
"Construisons un porte-avions avec l'Allemagne" dans Le Monde, Publié le 07 juin 1996.
"Aumônerie aux armées et commandement : quelle éthique commune ?" Dans Inflexions 2008/2 (N°9), pages 49 à 57.